# S/2003 (134860) 1
S/2003 (134860) 1 é o objeto secundário do corpo celeste denominado de (134860) 2000 OJ67. Ele é um objeto transnetuniano que tem cerca de 107 km de diâmetro e orbita o corpo primário a uma distância de 2.300 km.